# Вади-эль-Араба
Вади-эль-Араба (араб. وادي عربة‎), Арава́ (ивр. הערבה‎; устар. Араба, Арава или Вади-эль-Араб) — название долины (вади) и пустыни, расположенной на территории Израиля и Иордании и по которой проходит их граница.
Располагается к югу от Мёртвого моря до залива Акаба (по-евр. Эйлатского). Это небольшая по площади и очень засушливая территория, занимающая Иорданскую впадину. Пустыня протягивается на 166 км в долине Вади-эль-Араба, которая является частью большого геологического разлома, начинающегося в Малой Азии и заканчивающегося в Центральной Африке.
Рельеф пустыни — равнинный. Эта крупная долина, зажатая между кряжами Эдомских гор с востока, и нагорьями Негева с запада, некогда была покрыта морем, тогда же сложился её характерный выположенный рельеф, но уже в раннюю историческую эпоху Вади-эль-Араба приобрела нынешний облик. Дальнейшая аридизация (усыхание) превратила Араву в настоящую пустыню, питающуюся сезонным стоком с окрестных возвышенностей. Длительное накопление осадочного материала определило характерный профиль поверхности долины. Центральная, наиболее глубокая часть этой вытянутой долины, выстлана рыхлыми фракциями (песками, супесями, лёссом), периферии же заняты в основном крупнообломочным материалом (щебнисто-гравелированные поверхности). В центральной части встречаются также «сабхи» — понижения с сырыми, сильно засолёнными субстратами.

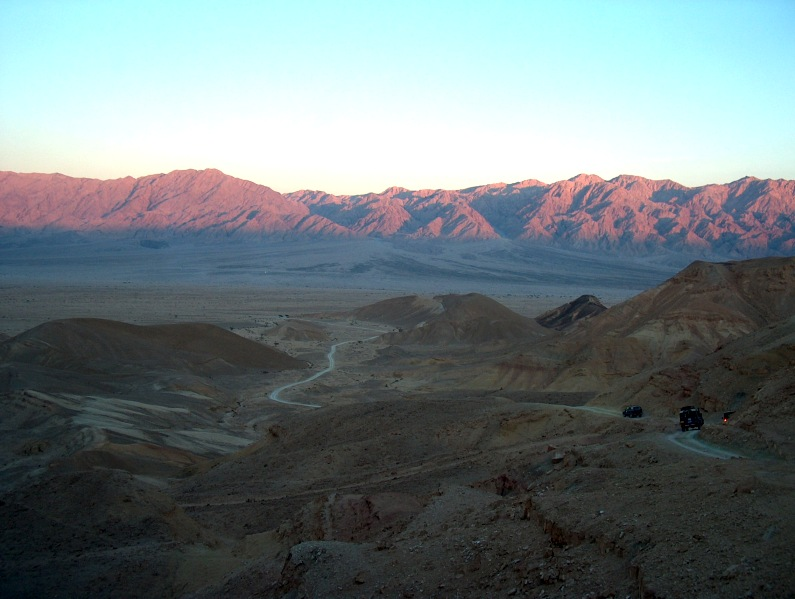

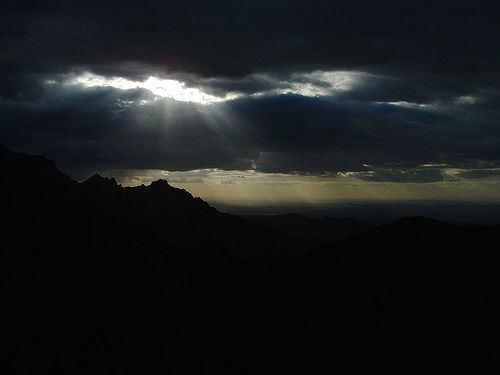
Вади-эль-Араба

Вади-эль-Араба лежит в зоне распространения экстрааридных пустынь, территорий с чрезвычайно засушливым и жарким климатом, при этом Вади-эль-Араба достаточно плотно заселена растительностью, чего нельзя сказать о сопредельных ей территориях Негева, Синая и аравийской пустыни, представляющих собой безжизненные пространства каменистой гаммады. Флора Аравы — как впрочем и в целом Израиля — своеобразна тем, что её формируют виды, происходящие из разных флористических областей. Наиболее широко представлены здесь элементы сахаро-аравийской флористической области (ретама, тамарикс, ежовник членистый, иерихонская роза), в меньшей степени средиземноморской (каперс, эхиум) и ирано-туранской (саксаул, мордовник). С юга в пустыню проникают представители судано-африканского тропического комплекса (пальма дум, калотропис, зонтичные акации).
Растительный покров в пустыне Вади-эль-Араба неравномерен. В разных частях долины, в зависимости от характера поверхности и степени увлажнения, слагаются различные типы сообществ (растительность скальных и каменистых местообитаний, сыпучих песков и солончаков). Значительные площади на перифериях долины почти лишены растительности, тут на большом расстоянии друг от друга закрепляются отдельные экземпляры биюргуна, фагонии, зиллы колючей и типично пустынных эфемеров: иерихонской розы и суккулента опофитума. На участках с близким залеганием грунтовых вод и в сухих руслах возникает плотный покров из лебеды, гребенщиков, акаций, дерезы, диких овса и проса. Бугристые пески срединной части долины заняты разреженными сообществами с участием белого саксаула и кандыма. Для Аравы характерно широкое распространение древесных формаций, нарушающих здесь привычное представление о пустыне. Слагающие их виды акаций придают Араве облик африканской саванны. Редкостой из Acacia raddiana, A. tortilis покрывает плоские, щебнистые и песчаные поверхности, преимущественно в южной части долины. В Араве находится крайняя северная точка распространения африканской пальмы дум. Эта необычная пальма — единственная среди пальм — с ветвящимся стволом, произрастает в двух крохотных эксклавах в районе города Эйлат. Наконец, растительность сырых, засолённых понижений, называемых «сабхами», представлена различными видами солянок, сведы, сизым артрокнемумом и селитрянкой притупленной, чьи красные плоды, похожие на изюм, съедобны и вкусны.
По пустыне Вади-эль-Араба проходит государственная граница между Израилем и Иорданией.
Кибуцы в израильской части пустыни развивают сельское хозяйство. Наиболее массовой культурой являются финиковые пальмы. В кибуце Ктура проводят эксперимент по одомашниванию аргании. На земле кибуца оборудована плантация дерева, налажено производство арганового масла.